# Grimm-sejtés
A számelmélet területén a Grimm-sejtés (Carl Albert Grimm után) azt állítja, hogy egymást követő összetett számok halmazának más-más elemeihez rendelhető más-más prímszámosztó. Elsőként itt jelentették meg: American Mathematical Monthly, 76(1969) 1126-1128.
Formálisan:
Legyenek n + 1, n + 2, …, n + k összetett számok; ekkor létezik k különböző pi prímszám olyan módon, hogy pi maradék nélkül osztja n + i-t minden 1 ≤ i ≤ k számra.

## Gyenge változat
Az állítás gyengébb, de szintén bizonyítatlan változata a következőképpen hangzik: ha az {\displaystyle [n+1,n+k]} intervallum nem tartalmaz prímszámot, akkor {\displaystyle \prod _{x\leq k}(n+x)} legalább k különböző prímosztóval rendelkezik.